# Claudinei Alexandre Pires
Claudinei Alexandre Pires, bekannt als Dinei, (* 10. September 1970 in São Paulo) ist ein ehemaliger brasilianischer Fußballspieler.
Der Stürmer begann seine Karriere bei Corinthians, mit dem er 1990 Brasilianischer Meister wurde. Bei der Copa Libertadores 1991 erreichte er mit dem Klub das Achtelfinale. 1992 wechselte er in die Schweiz zu den Grasshoppers Zürich, kehrte aber nach einem halben Jahr wieder zurück nach Brasilien. Nach kurzen Stationen bei Guarani, Portuguesa und SC Internacional ging er Anfang 1995 zu Cruzeiro EC. Mitte 1996 wechselte er zu Coritiba, wo er schon nach kurzer Zeit bei einer Dopingkontrolle positiv getestet und für acht Monate gesperrt wurde.
Danach war er bei Inter de Limeira und wieder Guarani, bevor er 1998 zu seinem alten Verein Corinthians ging. Mit dem Klub wurde er 1998 und 1999 Brasilianischer Meister. Bei der Copa Libertadores 1999 erreichte Corinthians das Halbfinale, wo man erst nach Elfmeterschießen gegen den späteren Turniersieger SE Palmeiras ausschied. Im Januar 2000 gewann Dinei mit Corinthians die erste Austragung der FIFA-Klub-Weltmeisterschaft. Bei der Copa Libertadores 2000 traf Corinthians wieder auf den Lokalrivalen Palmeiras und unterlag erneut im Elfmeterschießen. 2002 wechselte er dann zu Santo André und 2003 zu Portuguesa Santista.

## Erfolge
SC Corinthians
- Campeonato Brasileiro de Futebol: 1990, 1998, 1999
- Staatsmeisterschaft von São Paulo: 1991, 2001

SC Internacional
- Staatsmeisterschaft von Rio Grande do Sul: 1994

Cruzeiro EC
- Staatsmeisterschaft von Minas Gerais: 1996
- Copa do Brasil: 1996